# Pediobius festucae
Pediobius festucae är en stekelart som beskrevs av Dawah 1988. Pediobius festucae ingår i släktet Pediobius och familjen finglanssteklar.
Artens utbredningsområde är Tyskland. Inga underarter finns listade i Catalogue of Life.